# Нансен (шелфов ледник)
Шелфовият ледник Нансен (на английски: Nansen Ice Shelf) заема част от крайбрежието на Източна Антарктида, край Брега Скот на Земя Виктория, в акваторията на море Рос в Тихоокеанския сектор на Южния океан. Простира се от север на юг на 48 km, ширина до 40 km, като южният му край завършва в ледника Дригалски и остров Инакпресибъл. От север в него се „влива“ ледника Пристли, а от северозапад – ледника Лийвс.
Шелфовият ледник е изследван и топографски заснет от северните отряди на британските антарктически експедиции през 1907 – 09 г. на Ърнест Шакълтън и 1910 – 13 г. на Робърт Скот. Ръкъводителят на северния отряд в експедицията на Робърт Скот Франк Дебенем (1883 – 1965) наименува изследвания от отряда шелфов ледник Нансен в чест на видния норвежки полярин изследовател Фритьоф Нансен и най-вече по името на доминиращия връх Нансен (2679 m) в северната част на планината Принц Алберт, наименуван така от участниците в експедицията на Ърнест Шакълтън.